# أولاكس تسماني
أولاكس تسماني (الاسم العلمي: Olax tessmannii) هو نوع من النباتات يتبع جنس الأولاكس من الفصيلة الأولاكسية.